# 中華民國中央行政機關
中華民國的中央行政機關共分為四級，以行政院為首，下設34個機關，通稱部會，是中華民國政府首要的組成部分；其中行政院負責統轄各中央行政機關，被視為中華民國的內閣，行政院院長則等同於內閣總理。行政院與各部會之首長，由總統任命，推行各項政務；總統向全體國民負責，行政院正副院長及部會首長則向立法院負責。

## 概述
中華民國採用獨有的五權分立體制，來劃定政府部門的功能與業務，與世界多數民主國家採用的三權分立制度有所差異，這也導致中華民國的中央政府部門，並非全部屬於行政院（行政部門）管轄，與多數國家的中央政府部門均歸類於行政部門的常態亦不相同。由於中央行政機關均由行政院管轄，因此在中央層級法律中，多以「行政院」來代稱所有的中央行政機關，如《行政院功能業務與組織調整條例》。
行政院之下通常設置部來負責各領域的政務，跨領域的政務（如民族事務、中國大陸事務、國家科學發展等）則多設置委員會；部與委員會之下可再設局、署等機關以處理技術性或專門性業務，兩者的差異在於「局」為單純的業務執行機關，「署」則有自行規畫政策的權力。截至2023年9月，行政院所屬之中央政府部門，共有14部、9會、1委員會、3獨立機關、4其他機關。
在中央行政機關之中，共有中央選舉委員會、公平交易委員會、國家通訊傳播委員會等3個二級機關，以及國家運輸安全調查委員會、不當黨產處理委員會、核能安全委員會等3個三級機關為「獨立機關」。依照《中央行政機關組織基準法》第三條第二款之規定，獨立機關係指「依據法律獨立行使職權，自主運作，除法律另有規定外，不受其他機關指揮監督之合議制機關」；各獨立機關首長皆採取任期制，不隨內閣改組而有所變動。

### 法源依據
規範中央行政機關整體架構的法律，除了《中華民國憲法》、《中華民國憲法增修條文》之外，主要以《行政院組織法》和《中央行政機關組織基準法》作為準則，並以《中央政府機關總員額法》規範各機關的員額總數。
依照最新修訂版本《行政院組織法》第三、第四、第五條的規定，行政院設有內政部、外交部、國防部、財政部、教育部、法務部、經濟部、交通部、勞動部、農業部、衛生福利部、環境部、文化部、數位發展部及運動部；國家發展委員會、大陸委員會、金融監督管理委員會、海洋委員會、僑務委員會、國軍退除役官兵輔導委員會、原住民族委員會、客家委員會及國家科學及技術委員會等。依同法第六、七、八、九條的規定，行政院設有行政院主計總處、行政院人事行政總處、中央銀行、國立故宮博物院。另設中央選舉委員會、公平交易委員會及國家通訊傳播委員會等3個相當中央二級獨立機關，組織層級上與前述各部會相同，但其職權相對獨立，原則上不受行政院控制。
另外，依照《國家運輸安全調查委員會組織法》第一條規定，行政院設置國家運輸安全調查委員會；依照《政黨及其附隨組織不當取得財產處理條例》第二條規定，行政院設置不當黨產處理委員會；依照《核能安全委員會組織法》第一條規定，行政院設置核能安全委員會，三者皆為相當中央三級獨立機關。

### 層級架構
根據《中央行政機關組織基準法》，中華民國中央行政機關的層級架構如下：
| 級別 機關名          | 級別 機關名          | 級別 機關名          | 內部單位名稱         | 性質                                         |
| -------------------- | -------------------- | -------------------- | -------------------- | -------------------------------------------- |
| 1 行政院             | 1 行政院             | 1 行政院             | 處、室、會           | 國家最高行政機關，協調各部會的運行與政策統合 |
| 2 部、委員會、總處   | 2 部、委員會、總處   | 2 部、委員會、總處   | 司、處、室           | 實際負責政務的施行                           |
|                      | 3 署                 | 3 署                 | 組、處、室           | 擁有自行規劃政策的權力，職權較局為大         |
|                      | 4 分署               | 科、處、室           |                      |                                              |
| 3 局                 | 3 局                 | 組、處、室           | 執行上級機關交辦業務 |                                              |
|                      | 4 分局               | 科、處、室           |                      |                                              |
| # 獨立機關（委員會） | # 獨立機關（委員會） | # 獨立機關（委員會） | 處、室               |                                              |

但因部分機關的組織法規尚在進行修改，中央行政機關的實際層級架構較為混雜：
| 級別 \| 機關名       | 級別 \| 機關名       | 級別 \| 機關名       | 內部單位名稱 |
| -------------------- | -------------------- | -------------------- | ------------ |
| 1 行政院             | 1 行政院             | 1 行政院             | 處、室、會   |
|                      | 2 委員會             | 2 委員會             | 組、處、室   |
| 2 部、委員會、總處   | 2 部、委員會、總處   | 2 部、委員會、總處   | 司、處、室   |
|                      | 3 署、局             | 3 署、局             | 組、處、室   |
|                      | 4 分署、分局         | 科、處、室           |              |
| # 獨立機關（委員會） | # 獨立機關（委員會） | # 獨立機關（委員會） | 處、室       |

## 機關列表

### 現行機關
中央二級機關
標示粗字體者，其首長為內閣成員，有出席參加行政院會議之權利及義務。下附部會所屬的中央三級機關（不含事業機構），依照其類型與最初創立或改組時間（含1949年政府遷台前）排列。
| 名稱                                           | 名稱                       | 名稱                     | 最初創立時間      | 年度預算額（新臺幣） （民國114年度）                                                                      | 備註 |  |
| ---------------------------------------------- | -------------------------- | ------------------------ | ----------------- | --- | --- |  |
| 行政院                                         | 行政院                     | 行政院                   | 1928年10月25日    | 1,336,857,000元                                                                                           | |  |
| 行政院本部及附屬部會組織跟獨立機關以及其他機構 | 行政院人事行政總處         | 行政院人事行政總處       | 1967年9月16日     | 2,318,478,000元                                                                                           | 原 行政院人事行政局 |  |
| 行政院本部及附屬部會組織跟獨立機關以及其他機構 |                            |                          |                   | | |  |
| 行政院本部及附屬部會組織跟獨立機關以及其他機構 | 公務人力發展學院           | 2017年7月7日             | 254,902,000元     | 原 行政院人事行政局公務人力發展中心、行政院人事行政總處地方行政研習中心                                   | |  |
| 行政院本部及附屬部會組織跟獨立機關以及其他機構 | 行政院主計總處             | 行政院主計總處           | 1931年            | 1,440,980,000元                                                                                           | 原 行政院主計處 |  |
| 行政院本部及附屬部會組織跟獨立機關以及其他機構 | 行政院公共工程委員會       | 行政院公共工程委員會     | 1995年7月20日     | 526,495,000元                                                                                             | |  |
| 行政院本部及附屬部會組織跟獨立機關以及其他機構 | 內政部                     | 內政部                   | 1912年1月3日      | 12,458,591,000元                                                                                          | 原 清代民政部、北京政府內務部 |  |
| 行政院本部及附屬部會組織跟獨立機關以及其他機構 |                            |                          |                   | | |  |
| 行政院本部及附屬部會組織跟獨立機關以及其他機構 | 國土管理署                 | 1981年3月2日             | 85,048,540,000元  | 原 內政部營建司、內政部營建署                                                                             | |  |
| 行政院本部及附屬部會組織跟獨立機關以及其他機構 | 警政署                     | 1946年8月15日            | 32,180,376,000元  | 原 內政部警察總署                                                                                         | |  |
| 行政院本部及附屬部會組織跟獨立機關以及其他機構 | 消防署                     | 1995年3月1日             | 5,557,127,000元   | 原 內政部警政署消防組                                                                                     | |  |
| 行政院本部及附屬部會組織跟獨立機關以及其他機構 | 移民署                     | 1952年                   | 5,448,919,000元   | 原 內政部入出國及移民署                                                                                   | |  |
| 行政院本部及附屬部會組織跟獨立機關以及其他機構 | 國家公園署                 | 2023年9月20日            | 3,305,749,000元   | | |  |
| 行政院本部及附屬部會組織跟獨立機關以及其他機構 | 中央警察大學               | 1936年9月1日             | 1,324,986,000元   | 原 中央警官學校                                                                                           | |  |
| 行政院本部及附屬部會組織跟獨立機關以及其他機構 | 建築研究所                 | 1995年10月30日           | 285,774,000元     | | |  |
| 行政院本部及附屬部會組織跟獨立機關以及其他機構 | 空中勤務總隊               | 2005年11月9日            | 2,083,236,000元   | 原 內政部警政署空中警察隊                                                                                 | |  |
| 行政院本部及附屬部會組織跟獨立機關以及其他機構 | 外交部                     | 外交部                   | 1912年1月3日      | 29,016,388,000元                                                                                          | 原 清代外務部 |  |
| 行政院本部及附屬部會組織跟獨立機關以及其他機構 |                            |                          |                   | | |  |
| 行政院本部及附屬部會組織跟獨立機關以及其他機構 | 領事事務局                 | 1992年                   | 1,470,664,000元   | | |  |
| 行政院本部及附屬部會組織跟獨立機關以及其他機構 | 外交及國際事務學院         | 2012年9月1日             | 100,070,000元     | 原 外交部外交領事人員講習所                                                                               | |  |
| 行政院本部及附屬部會組織跟獨立機關以及其他機構 | 國防部                     | 國防部                   | 1946年6月1日      | 1,615,010,000元                                                                                           | 原 國民政府軍事委員會、軍政部、國防最高委員會                                                                                           |  |
| 行政院本部及附屬部會組織跟獨立機關以及其他機構 |                            |                          |                   | | |  |
| 行政院本部及附屬部會組織跟獨立機關以及其他機構 | 全民防衛動員署             | 2022年1月1日             | 465,981,480,000元 | 原 國防部全民防衛動員室、參謀本部作戰計畫室、國防部後備指揮部                                             | |  |
| 行政院本部及附屬部會組織跟獨立機關以及其他機構 | 政治作戰局                 | 1923年                   | 465,981,480,000元 | 原 國防部總政治作戰部                                                                                     | |  |
| 行政院本部及附屬部會組織跟獨立機關以及其他機構 | 軍備局                     | 2002年3月1日             | 465,981,480,000元 | 原 軍備局規劃組、軍備局籌備室                                                                             | |  |
| 行政院本部及附屬部會組織跟獨立機關以及其他機構 | 軍事情報局                 | 1928年                   | 465,981,480,000元 | 原 國民政府軍事委員會調查統計局                                                                           | |  |
| 行政院本部及附屬部會組織跟獨立機關以及其他機構 | 主計局                     | 2002年3月1日             | 465,981,480,000元 | | |  |
| 行政院本部及附屬部會組織跟獨立機關以及其他機構 | 軍醫局                     | 2002年3月1日             | 465,981,480,000元 | 原 參謀本部軍醫局                                                                                         | |  |
| 行政院本部及附屬部會組織跟獨立機關以及其他機構 | 參謀本部                   | 1946年                   | 465,981,480,000元 | 原 中華民國參謀部                                                                                         | |  |
| 行政院本部及附屬部會組織跟獨立機關以及其他機構 | 陸軍司令部                 | 1912年                   | 465,981,480,000元 | 原 北京政府陸軍部                                                                                         | |  |
| 行政院本部及附屬部會組織跟獨立機關以及其他機構 | 海軍司令部                 | 1912年                   | 465,981,480,000元 | 原 海軍部                                                                                                 | |  |
| 行政院本部及附屬部會組織跟獨立機關以及其他機構 | 空軍司令部                 | 1921年                   | 465,981,480,000元 | 原 國民政府軍事委員會航空司令部                                                                           | |  |
| 行政院本部及附屬部會組織跟獨立機關以及其他機構 | 憲兵指揮部                 | 1932年                   | 465,981,480,000元 | 原 國防部憲兵司令部                                                                                       | |  |
| 行政院本部及附屬部會組織跟獨立機關以及其他機構 | 資通電軍指揮部             | 2017年7月1日             | 465,981,480,000元 | 原 資電作戰指揮部                                                                                         | |  |
| 行政院本部及附屬部會組織跟獨立機關以及其他機構 | 國防部總督察長室           | 2013年                   | 465,981,480,000元 | 原 國防部聯合作戰委員會、國防部聯合作戰訓練部、國防部聯合作戰訓練暨督察部                                 | |  |
| 行政院本部及附屬部會組織跟獨立機關以及其他機構 | 國防大學                   | 1906年                   | 465,981,480,000元 | 原 清代陸軍軍官學堂、清代陸軍預備大學堂、陸軍大學、三軍聯合參謀大學、三軍聯合大學、三軍大學               | |  |
| 行政院本部及附屬部會組織跟獨立機關以及其他機構 | 中正國防幹部預備學校       | 1976年5月16日            | 465,981,480,000元 | 原 陸軍軍官學校預備學生班、陸軍軍官預備學校、海軍軍官學校預備學生班、空軍幼年學校、空軍預備學校           | |  |
| 行政院本部及附屬部會組織跟獨立機關以及其他機構 | 軍事院檢單位               |                          | 465,981,480,000元 | | |  |
| 行政院本部及附屬部會組織跟獨立機關以及其他機構 | 財政部                     | 財政部                   | 1912年1月3日      | 13,233,698,000元                                                                                          | |  |
| 行政院本部及附屬部會組織跟獨立機關以及其他機構 |                            |                          |                   | | |  |
| 行政院本部及附屬部會組織跟獨立機關以及其他機構 | 國庫署                     | 1911年                   | 113,337,547,000元 | 原 財政部國庫司                                                                                           | |  |
| 行政院本部及附屬部會組織跟獨立機關以及其他機構 | 賦稅署                     | 1950年5月                | 18,535,039,000元  | 原 財政部地方財政司、國稅署、田糧署                                                                       | |  |
| 行政院本部及附屬部會組織跟獨立機關以及其他機構 | 關務署                     | 1854年                   | 7,430,748,000元   | 原 海關總稅務司署、財政部關稅總局                                                                         | |  |
| 行政院本部及附屬部會組織跟獨立機關以及其他機構 | 國有財產署                 | 1960年12月12日           | 3,152,501,000元   | 原 財政部國有財產局                                                                                       | |  |
| 行政院本部及附屬部會組織跟獨立機關以及其他機構 | 臺北國稅局                 | 1967年7月1日             | 2,756,512,000元   | 原 財政部臺北市國稅局                                                                                     | |  |
| 行政院本部及附屬部會組織跟獨立機關以及其他機構 | 高雄國稅局                 | 1979年7月1日             | 1,822,635,000元   | 原 財政部高雄市國稅局                                                                                     | |  |
| 行政院本部及附屬部會組織跟獨立機關以及其他機構 | 北區國稅局                 | 1992年7月1日             | 2,998,627,000元   | 原 財政部臺灣省北區國稅局                                                                                 | |  |
| 行政院本部及附屬部會組織跟獨立機關以及其他機構 | 中區國稅局                 | 1992年7月1日             | 2,537,125,000元   | 原 財政部臺灣省中區國稅局                                                                                 | |  |
| 行政院本部及附屬部會組織跟獨立機關以及其他機構 | 南區國稅局                 | 1992年7月1日             | 1,992,997,000元   | 原 財政部臺灣省南區國稅局                                                                                 | |  |
| 行政院本部及附屬部會組織跟獨立機關以及其他機構 | 財政資訊中心               | 1968年5月                | 2,152,767,000元   | 原 財政部財稅資料中心                                                                                     | |  |
| 行政院本部及附屬部會組織跟獨立機關以及其他機構 | 教育部                     | 教育部                   | 1912年1月3日      | 181,889,754,000元                                                                                         | 原 國民政府教育行政委員會、大學院 |  |
| 行政院本部及附屬部會組織跟獨立機關以及其他機構 |                            |                          |                   | | |  |
| 行政院本部及附屬部會組織跟獨立機關以及其他機構 | 國民及學前教育署           | 2013年1月1日             | 166,511,995,000元 | 原 教育部中部辦公室、臺灣省政府教育廳業務移撥                                                             | |  |
| 行政院本部及附屬部會組織跟獨立機關以及其他機構 | 體育署                     | 1997年7月16日            | 7,295,209,000元   | 原 國民政府體育委員會、行政院體育委員會                                                                   | |  |
| 行政院本部及附屬部會組織跟獨立機關以及其他機構 | 青年發展署                 | 1966年1月28日            | 1,884,839,000元   | 原 行政院青年輔導委員會                                                                                   | |  |
| 行政院本部及附屬部會組織跟獨立機關以及其他機構 | 國家圖書館                 | 1940年8月1日             | 1,965,508,000元   | | |  |
| 行政院本部及附屬部會組織跟獨立機關以及其他機構 | 國立公共資訊圖書館         | 1923年                   | 175,866,000元     | | |  |
| 行政院本部及附屬部會組織跟獨立機關以及其他機構 | 國立教育廣播電臺           | 1960年1月4日             | 232,315,000元     | | |  |
| 行政院本部及附屬部會組織跟獨立機關以及其他機構 | 國家教育研究院             | 2011年3月30日            | 620,427,000元     | 原 國立編譯館、國立教育資料館、國家教育研究院籌備處                                                       | |  |
| 行政院本部及附屬部會組織跟獨立機關以及其他機構 | 法務部                     | 法務部                   | 1928年11月16日    | 2,756,630,000元                                                                                           | 原 司法行政部 |  |
| 行政院本部及附屬部會組織跟獨立機關以及其他機構 |                            |                          |                   | | |  |
| 行政院本部及附屬部會組織跟獨立機關以及其他機構 | 廉政署                     | 2011年7月20日            | 493,842,000元     | 原 法務部政風司、法務部中部辦公室                                                                         | |  |
| 行政院本部及附屬部會組織跟獨立機關以及其他機構 | 矯正署                     | 2011年1月1日             | 16,343,275,000元  | 原 法務部矯正司                                                                                           | |  |
| 行政院本部及附屬部會組織跟獨立機關以及其他機構 | 行政執行署                 | 2000年1月1日             | 1,940,587,000元   | 原 行政執行法研究修正委員會                                                                               | |  |
| 行政院本部及附屬部會組織跟獨立機關以及其他機構 | 最高檢察署                 | 1928年11月               | 172,941,000元     | 原 最高法院檢察署                                                                                         | |  |
| 行政院本部及附屬部會組織跟獨立機關以及其他機構 | 臺灣高等檢察署及分署       | 1896年                   | 2,552,979,000元   | 原 臺灣高等法院檢察署                                                                                     | |  |
| 行政院本部及附屬部會組織跟獨立機關以及其他機構 | 臺灣各地方檢察署           |                          | 12,592,930,000元  | | |  |
| 行政院本部及附屬部會組織跟獨立機關以及其他機構 | 福建高等檢察署金門檢察分署 | 1951年                   | 24,201,000元      | 原 福建高等法院廈門分院檢察處、福建高等法院金門分院檢察署                                                 | |  |
| 行政院本部及附屬部會組織跟獨立機關以及其他機構 | 福建各地方檢察署           |                          | 91,575,000元      | | |  |
| 行政院本部及附屬部會組織跟獨立機關以及其他機構 | 調查局                     | 1927年                   | 7,193,940,000元   | 原 中國國民黨中央執行委員會調查統計局                                                                     | |  |
| 行政院本部及附屬部會組織跟獨立機關以及其他機構 | 司法官學院                 | 2013年7月1日             | 483,269,000元     | 原 法務部司法官訓練所                                                                                     | |  |
| 行政院本部及附屬部會組織跟獨立機關以及其他機構 | 法醫研究所                 | 1998年7月1日             | 179,491,000元     | | |  |
| 行政院本部及附屬部會組織跟獨立機關以及其他機構 | 經濟部                     | 經濟部                   | 1912年1月3日      | 29,732,053,000元                                                                                          | 原 臨時政府實業部、北洋政府農商部、國民政府農礦部、全國經濟委員會                                                                       |  |
| 行政院本部及附屬部會組織跟獨立機關以及其他機構 |                            |                          |                   | | |  |
| 行政院本部及附屬部會組織跟獨立機關以及其他機構 | 產業發展署                 | 1970年2月25日            | 12,857,242,000元  | 原 經濟部工業局                                                                                           | |  |
| 行政院本部及附屬部會組織跟獨立機關以及其他機構 | 國際貿易署                 | 1969年1月1日             | 2,623,493,000元   | 原 經濟部國際貿易局                                                                                       | |  |
| 行政院本部及附屬部會組織跟獨立機關以及其他機構 | 水利署                     | 1947年7月1日             | 38,543,349,000元  | 原 經濟部水利處、經濟部水資源局、臺灣省政府水利處業務移撥                                                 | |  |
| 行政院本部及附屬部會組織跟獨立機關以及其他機構 | 標準檢驗局                 | 1930年                   | 2,505,558,000元   | 原 經濟部商品檢驗局、經濟部中央標準局                                                                     | |  |
| 行政院本部及附屬部會組織跟獨立機關以及其他機構 | 智慧財產局                 | 1927年                   | 1,691,569,000元   | 原 經濟部中央標準局                                                                                       | |  |
| 行政院本部及附屬部會組織跟獨立機關以及其他機構 | 能源署                     | 1979年1月11日            | 12,077,086,000元  | 原 經濟部能源局                                                                                           | |  |
| 行政院本部及附屬部會組織跟獨立機關以及其他機構 | 地質調查及礦業管理中心     | 2023年9月26日            | 970,949,000元     | 原 經濟部礦務局、經濟部中央地質調查所、臺灣省政府建設廳礦務局業務移撥                                     | |  |
| 行政院本部及附屬部會組織跟獨立機關以及其他機構 | 產業園區管理局             | 1966年12月3日            | 827,212,000元     | 原 經濟部加工出口區管理處                                                                                 | |  |
| 行政院本部及附屬部會組織跟獨立機關以及其他機構 | 中小及新創企業署           | 1981年1月                | 5,262,977,000元   | 原 經濟部中小企業處                                                                                       | |  |
| 行政院本部及附屬部會組織跟獨立機關以及其他機構 | 商業發展署                 | 1916年                   | 2,594,447,000元   | 原 經濟部商業司                                                                                           | |  |
| 行政院本部及附屬部會組織跟獨立機關以及其他機構 | 交通部                     | 交通部                   | 1912年1月3日      | 50,892,592,000元                                                                                          | 原 清代郵傳部 |  |
| 行政院本部及附屬部會組織跟獨立機關以及其他機構 |                            |                          |                   | | |  |
| 行政院本部及附屬部會組織跟獨立機關以及其他機構 | 民用航空局                 | 1947年1月20日            | 522,262,000元     | 原 航空主管官署                                                                                           | |  |
| 行政院本部及附屬部會組織跟獨立機關以及其他機構 | 中央氣象署                 | 1941年                   | 2,516,125,000元   | 原 交通部中央氣象局                                                                                       | |  |
| 行政院本部及附屬部會組織跟獨立機關以及其他機構 | 觀光署                     | 1971年6月24日            | 5,279,709,000元   | 原 交通部觀光局                                                                                           | |  |
| 行政院本部及附屬部會組織跟獨立機關以及其他機構 | 航港局                     | 2012年3月1日             | 4,034,943,000元   | | |  |
| 行政院本部及附屬部會組織跟獨立機關以及其他機構 | 高速公路局                 | 1970年6月8日             |                   | 原 交通部臺灣區國道高速公路局、交通部臺灣區國道新建工程局                                                 | |  |
| 行政院本部及附屬部會組織跟獨立機關以及其他機構 | 鐵道局                     | 2018年6月11日            | 22,464,679,000元  | 原 交通部鐵路改建工程局、交通部高速鐵路工程局                                                             | |  |
| 行政院本部及附屬部會組織跟獨立機關以及其他機構 | 公路局                     | 1943年4月                | 65,673,300,000元  | 原 交通部公路總局、臺灣省政府交通處公路局業務移撥                                                         | |  |
| 行政院本部及附屬部會組織跟獨立機關以及其他機構 | 運輸研究所                 | 1970年8月1日             | 459,933,000元     | 原 交通部交通研究所、交通部運輸計劃委員會                                                                 | |  |
| 行政院本部及附屬部會組織跟獨立機關以及其他機構 | 衛生福利部                 | 衛生福利部               | 1971年3月17日     | 278,095,525,000元                                                                                         | 原 行政院衛生署 |  |
| 行政院本部及附屬部會組織跟獨立機關以及其他機構 |                            |                          |                   | | |  |
| 行政院本部及附屬部會組織跟獨立機關以及其他機構 | 疾病管制署                 | 1999年7月1日             | 12,003,052,000元  | 原 行政院衛生署疾病管制局                                                                                 | |  |
| 行政院本部及附屬部會組織跟獨立機關以及其他機構 | 食品藥物管理署             | 2010年1月1日             | 3,391,261,000元   | 原 行政院衛生署食品藥物管理局                                                                             | |  |
| 行政院本部及附屬部會組織跟獨立機關以及其他機構 | 中央健康保險署             | 1995年1月28日            | 17,732,441,000元  | 原 行政院衛生署中央健康保險局                                                                             | |  |
| 行政院本部及附屬部會組織跟獨立機關以及其他機構 | 國民健康署                 | 2001年7月12日            | 11,101,382,000元  | 原 行政院衛生署國民健康局                                                                                 | |  |
| 行政院本部及附屬部會組織跟獨立機關以及其他機構 | 社會及家庭署               | 1999年11月20日           | 46,483,408,000元  | 原 內政部兒童局                                                                                           | |  |
| 行政院本部及附屬部會組織跟獨立機關以及其他機構 | 國家中醫藥研究所           | 1963年10月22日           | 258,846,000元     | 原 國立中國醫藥研究所                                                                                     | |  |
| 行政院本部及附屬部會組織跟獨立機關以及其他機構 | 勞動部                     | 勞動部                   | 1987年8月1日      | 285,937,162,000元                                                                                         | 原 行政院勞工委員會 |  |
| 行政院本部及附屬部會組織跟獨立機關以及其他機構 |                            |                          |                   | | |  |
| 行政院本部及附屬部會組織跟獨立機關以及其他機構 | 勞動力發展署               | 1981年3月2日             | 1,678,218,000元   | 原 內政部職業訓練局、行政院勞工委員會職業訓練局                                                           | |  |
| 行政院本部及附屬部會組織跟獨立機關以及其他機構 | 職業安全衛生署             | 2014年2月17日            | 851,985,000元     | 原 行政院勞工委員會勞工安全衛生處                                                                         | |  |
| 行政院本部及附屬部會組織跟獨立機關以及其他機構 | 勞工保險局                 | 1960年4月16日            | 3,663,922,000元   | 原 臺灣省政府臺閩地區勞工保險局                                                                           | |  |
| 行政院本部及附屬部會組織跟獨立機關以及其他機構 | 勞動基金運用局             | 2007年7月2日             | 245,929,000元     | 原 行政院勞工委員會勞工退休基金監理會                                                                     | |  |
| 行政院本部及附屬部會組織跟獨立機關以及其他機構 | 勞動及職業安全衛生研究所   | 1992年8月1日             | 303,844,000元     | 原 行政院勞工委員會勞工安全衛生研究所                                                                     | |  |
| 行政院本部及附屬部會組織跟獨立機關以及其他機構 | 數位發展部                 | 數位發展部               | 2022年8月27日     | 2,108,258,000元                                                                                           | 原 行政院資通安全處、國家通訊傳播委員會通訊傳播產業與輔導業務、交通部郵電司、經濟部工業局部分業務、國家發展委員會資訊管理處部分業務合併 |  |
| 行政院本部及附屬部會組織跟獨立機關以及其他機構 |                            |                          |                   | | |  |
| 行政院本部及附屬部會組織跟獨立機關以及其他機構 | 數位產業署                 | 2022年8月27日            | 2,216,120,000元   | | |  |
| 行政院本部及附屬部會組織跟獨立機關以及其他機構 | 資通安全署                 | 2022年8月27日            | 752,966,000元     | 原 行政院資通安全辦公室、行政院資通安全處                                                                 | |  |
| 行政院本部及附屬部會組織跟獨立機關以及其他機構 | 農業部                     | 農業部                   | 1948年10月1日     | 115,064,141,000元                                                                                         | 原 中國農村復興聯合委員會、行政院農業發展委員會、行政院農業委員會                                                                       |  |
| 行政院本部及附屬部會組織跟獨立機關以及其他機構 |                            |                          |                   | | |  |
| 行政院本部及附屬部會組織跟獨立機關以及其他機構 | 農糧署                     | 1946年                   | 5,218,498,000元   | 原 行政院農業委員會農糧署、臺灣省政府糧食局業務移撥                                                       | |  |
| 行政院本部及附屬部會組織跟獨立機關以及其他機構 | 漁業署                     | 1984年7月20日            | 8,580,327,000元   | 原 行政院農業委員會漁業處、行政院農業委員會漁業署、臺灣省政府農林廳漁業局業務移撥                         | |  |
| 行政院本部及附屬部會組織跟獨立機關以及其他機構 | 農田水利署                 | 2004年1月30日            | 9,619,452,000元   | 原 行政院農業委員會農田水利處、農田水利會、行政院農業委員會農田水利署                                     | |  |
| 行政院本部及附屬部會組織跟獨立機關以及其他機構 | 動植物防疫檢疫署           | 1998年8月1日             | 2,566,372,000元   | 原 行政院農業委員會動植物防疫檢疫局、臺灣省政府農林廳檢驗局業務移撥                                       | |  |
| 行政院本部及附屬部會組織跟獨立機關以及其他機構 | 農業金融署                 | 2004年1月30日            | 652,750,000元     | 原 行政院農業委員會農業金融局                                                                             | |  |
| 行政院本部及附屬部會組織跟獨立機關以及其他機構 | 林業及自然保育署           | 1945年10月               | 9,747,645,000元   | 原 行政院農業委員會林務局、國軍退除役官兵輔導委員會榮民森林保育事業管理處、臺灣省政府農林廳林務局業務移撥 | |  |
| 行政院本部及附屬部會組織跟獨立機關以及其他機構 | 農村發展及水土保持署       | 1961年4月11日            | 7,691,635,000元   | 原 行政院農業委員會水土保持局、臺灣省政府農林廳水土保持局業務移撥                                         | |  |
| 行政院本部及附屬部會組織跟獨立機關以及其他機構 | 農業試驗所                 | 1895年8月                | 1,210,574,000元   | | |  |
| 行政院本部及附屬部會組織跟獨立機關以及其他機構 | 林業試驗所                 | 1911年                   | 801,539,000元     | | |  |
| 行政院本部及附屬部會組織跟獨立機關以及其他機構 | 水產試驗所                 | 1929年                   | 767,329,000元     | | |  |
| 行政院本部及附屬部會組織跟獨立機關以及其他機構 | 畜產試驗所                 | 1940年                   | 805,292,000元     | | |  |
| 行政院本部及附屬部會組織跟獨立機關以及其他機構 | 獸醫研究所                 | 1904年                   | 473,021,000元     | | |  |
| 行政院本部及附屬部會組織跟獨立機關以及其他機構 | 農業藥物試驗所             | 1971年                   | 608,578,000元     | | |  |
| 行政院本部及附屬部會組織跟獨立機關以及其他機構 | 生物多樣性研究所           | 1992年7月1日             | 267,857,000元     | | |  |
| 行政院本部及附屬部會組織跟獨立機關以及其他機構 | 茶及飲料作物改良場         | 1903年                   | 258,417,000元     | | |  |
| 行政院本部及附屬部會組織跟獨立機關以及其他機構 | 種苗改良繁殖場             | 1913年11月11日           | 217,525,000元     | | |  |
| 行政院本部及附屬部會組織跟獨立機關以及其他機構 | 桃園區農業改良場           | 1925年                   | 278,052,000元     | | |  |
| 行政院本部及附屬部會組織跟獨立機關以及其他機構 | 苗栗區農業改良場           | 1910年                   | 221,860,000元     | | |  |
| 行政院本部及附屬部會組織跟獨立機關以及其他機構 | 臺中區農業改良場           | 1902年                   | 285,626,000元     | | |  |
| 行政院本部及附屬部會組織跟獨立機關以及其他機構 | 臺南區農業改良場           | 1902年                   | 294,274,000元     | | |  |
| 行政院本部及附屬部會組織跟獨立機關以及其他機構 | 高雄區農業改良場           | 1903年                   | 252,749,000元     | | |  |
| 行政院本部及附屬部會組織跟獨立機關以及其他機構 | 花蓮區農業改良場           | 1910年                   | 249,792,000元     | | |  |
| 行政院本部及附屬部會組織跟獨立機關以及其他機構 | 臺東區農業改良場           | 1928年                   | 180,177,000元     | | |  |
| 行政院本部及附屬部會組織跟獨立機關以及其他機構 | 農業科技園區管理中心       | 2003年                   | 926,203,000元     | 原 行政院農業委員會屏東農業生物技術園區籌備處                                                             | |  |
| 行政院本部及附屬部會組織跟獨立機關以及其他機構 | 環境部                     | 環境部                   | 2023年8月22日     | 1,515,853,000元                                                                                           | 原 行政院環境保護署 |  |
| 行政院本部及附屬部會組織跟獨立機關以及其他機構 |                            |                          |                   | | |  |
| 行政院本部及附屬部會組織跟獨立機關以及其他機構 | 氣候變遷署                 | 2023年8月22日            | 564,987,000元     | 原 行政院環境保護署氣候變遷辦公室、溫室氣體減量管理辦公室                                                 | |  |
| 行政院本部及附屬部會組織跟獨立機關以及其他機構 | 資源循環署                 | 2023年8月22日            | 1,047,591,000元   | 原 行政院環境保護署資源循環辦公室、行政院環境保護署廢棄物管理處、行政院環境保護署資源回收管理基金管理會   | |  |
| 行政院本部及附屬部會組織跟獨立機關以及其他機構 | 化學物質管理署             | 2023年8月22日            | 1,276,147,000元   | 原 行政院環境保護署毒物及化學物質局、行政院環境保護署環境衛生及毒物管理處                                 | |  |
| 行政院本部及附屬部會組織跟獨立機關以及其他機構 | 環境管理署                 | 2023年8月22日            | 2,487,852,000元   | 原 行政院環境保護署環境督察總隊、臺灣省政府衛生處環境保護局業務移撥                                       | |  |
| 行政院本部及附屬部會組織跟獨立機關以及其他機構 | 國家環境研究院             | 2023年8月22日            | 547,542,000元     | 原 行政院環境保護署環境檢驗所、行政院環境保護署環境保護人員訓練所                                         | |  |
| 行政院本部及附屬部會組織跟獨立機關以及其他機構 | 文化部                     | 文化部                   | 1981年11月11日    | 17,989,999,000元                                                                                          | 原 行政院文化建設委員會 |  |
| 行政院本部及附屬部會組織跟獨立機關以及其他機構 |                            |                          |                   | | |  |
| 行政院本部及附屬部會組織跟獨立機關以及其他機構 | 文化資產局                 | 2007年10月1日            | 3,580,687,000元   | 原 行政院文化建設委員會文化資產總管理處籌備處                                                             | |  |
| 行政院本部及附屬部會組織跟獨立機關以及其他機構 | 影視及流行音樂產業局       | 2012年5月20日            | 2,596,840,000元   | 原 行政院新聞局廣播電視事業處、電影事業處、出版事業處（有聲出版科）                                       | |  |
| 行政院本部及附屬部會組織跟獨立機關以及其他機構 | 國立傳統藝術中心           | 2002年1月28日            | 1,028,272,000元   | 原 國立臺灣傳統藝術總處籌備處                                                                             | |  |
| 行政院本部及附屬部會組織跟獨立機關以及其他機構 | 國立臺灣美術館             | 1988年6月26日            | 672,397,000元     | 原 臺灣省立美術館                                                                                         | |  |
| 行政院本部及附屬部會組織跟獨立機關以及其他機構 | 國立臺灣工藝研究發展中心   | 1954年7月                | 497,654,000元     | 原 南投縣工藝研究班、南投縣工藝研習所、臺灣省手工業研究所、國立臺灣工藝研究所                             | |  |
| 行政院本部及附屬部會組織跟獨立機關以及其他機構 | 國立臺灣博物館             | 1908年                   | 309,375,000元     | 原 臺灣總督府民政部殖產局附屬博物館、臺灣總督府博物館、臺灣省立博物館                                     | |  |
| 行政院本部及附屬部會組織跟獨立機關以及其他機構 | 國立臺灣史前文化博物館     | 1990年2月1日             | 281,293,000元     | | |  |
| 行政院本部及附屬部會組織跟獨立機關以及其他機構 | 國家人權博物館             | 2018年3月15日            | 396,541,000元     | | |  |
| 行政院本部及附屬部會組織跟獨立機關以及其他機構 | 國立臺灣歷史博物館         | 2011年10月29日           | 302,630,000元     | | |  |
| 行政院本部及附屬部會組織跟獨立機關以及其他機構 | 國立臺灣文學館             | 2003年10月17日           | 249,133,000元     | | |  |
| 行政院本部及附屬部會組織跟獨立機關以及其他機構 | 蒙藏文化中心               | 2017年9月15日            |                   | 原 蒙藏委員會蒙藏文化中心                                                                                 | |  |
| 行政院本部及附屬部會組織跟獨立機關以及其他機構 | 國家科學及技術委員會       | 國家科學及技術委員會     | 1959年2月         | 65,462,838,000元                                                                                          | 原 國家長期發展科學委員會、行政院國家科學委員會、科技部                                                                                 |  |
| 行政院本部及附屬部會組織跟獨立機關以及其他機構 |                            |                          |                   | | |  |
| 行政院本部及附屬部會組織跟獨立機關以及其他機構 | 新竹科學園區管理局         | 1980年12月15日           | 915,133,000元     | 原 行政院國家科學委員會科學工業園區管理局、科技部新竹科學工業園區管理局                                   | |  |
| 行政院本部及附屬部會組織跟獨立機關以及其他機構 | 中部科學園區管理局         | 2003年3月21日            | 526,481,000元     | 原 行政院國家科學委員會中部科學工業園區管理局、科技部中部科學工業園區管理局                               | |  |
| 行政院本部及附屬部會組織跟獨立機關以及其他機構 | 南部科學園區管理局         | 2003年1月25日            | 1,585,249,000元   | 原 行政院國家科學委員會南部科學工業園區管理局、科技部南部科學工業園區管理局                               | |  |
| 行政院本部及附屬部會組織跟獨立機關以及其他機構 | 僑務委員會                 | 僑務委員會               | 1926年10月        | 1,982,680,000元                                                                                           | |  |
| 行政院本部及附屬部會組織跟獨立機關以及其他機構 | 客家委員會                 | 客家委員會               | 2001年6月14日     | 4,180,322,000元                                                                                           | 原 行政院客家委員會 |  |
| 行政院本部及附屬部會組織跟獨立機關以及其他機構 |                            |                          |                   | | |  |
| 行政院本部及附屬部會組織跟獨立機關以及其他機構 | 客家文化發展中心           | 2012年5月12日            |                   | 原 臺灣客家文化中心籌備處                                                                                 | |  |
| 行政院本部及附屬部會組織跟獨立機關以及其他機構 | 金融監督管理委員會         | 金融監督管理委員會       | 2004年7月1日      | 256,528,000元                                                                                             | 原 行政院金融監督管理委員會 |  |
| 行政院本部及附屬部會組織跟獨立機關以及其他機構 |                            |                          |                   | | |  |
| 行政院本部及附屬部會組織跟獨立機關以及其他機構 | 銀行局                     | 1981年                   | 360,891,000元     | 原 財政部金融局                                                                                           | |  |
| 行政院本部及附屬部會組織跟獨立機關以及其他機構 | 證券期貨局                 | 1960年9月1日             | 407,084,000元     | 原 財政部證券暨期貨管理委員會                                                                             | |  |
| 行政院本部及附屬部會組織跟獨立機關以及其他機構 | 保險局                     | 1981年                   | 171,252,000元     | 原 財政部保險司                                                                                           | |  |
| 行政院本部及附屬部會組織跟獨立機關以及其他機構 | 檢查局                     | 2004年7月1日             | 504,855,000元     | 原中央銀行金融業務檢查處                                                                                  | |  |
| 行政院本部及附屬部會組織跟獨立機關以及其他機構 | 國家發展委員會             | 國家發展委員會           | 2014年1月22日     | 3,414,152,000元                                                                                           | 原 行政院經濟建設委員會、行政院研究發展考核委員會                                                                                       |  |
| 行政院本部及附屬部會組織跟獨立機關以及其他機構 |                            |                          |                   | | |  |
| 行政院本部及附屬部會組織跟獨立機關以及其他機構 | 檔案管理局                 | 2001年11月23日           | 1,032,180,000元   | 原 行政院研究發展考核委員會檔案管理局                                                                     | |  |
| 行政院本部及附屬部會組織跟獨立機關以及其他機構 | 法制協調處                 | 1995年3月6日             |                   | 原 國家發展委員會法制協調中心                                                                             | |  |
| 行政院本部及附屬部會組織跟獨立機關以及其他機構 | 國軍退除役官兵輔導委員會   | 國軍退除役官兵輔導委員會 | 1954年11月1日     | 130,914,222,000元                                                                                         | 原 行政院國軍退除役官兵輔導委員會 |  |
| 行政院本部及附屬部會組織跟獨立機關以及其他機構 |                            |                          |                   | | |  |
| 行政院本部及附屬部會組織跟獨立機關以及其他機構 | 退除役官兵職業訓練中心     | 1974年1月                |                   | | |  |
| 行政院本部及附屬部會組織跟獨立機關以及其他機構 | 原住民族委員會             | 原住民族委員會           | 1996年12月10日    | 12,136,897,000元                                                                                          | 原 行政院原住民族委員會 |  |
| 行政院本部及附屬部會組織跟獨立機關以及其他機構 |                            |                          |                   | | |  |
| 行政院本部及附屬部會組織跟獨立機關以及其他機構 | 原住民族文化發展中心       | 2016年1月15日            | 110,888,000元     | 原 原住民族文化園區管理局                                                                                 | |  |
| 行政院本部及附屬部會組織跟獨立機關以及其他機構 | 東埔活動中心               | 2021年                   |                   | | |  |
| 行政院本部及附屬部會組織跟獨立機關以及其他機構 | 海洋委員會                 | 海洋委員會               | 2018年4月28日     | 1,123,197,000元                                                                                           | |  |
| 行政院本部及附屬部會組織跟獨立機關以及其他機構 |                            |                          |                   | | |  |
| 行政院本部及附屬部會組織跟獨立機關以及其他機構 | 海巡署                     | 2000年1月28日            | 28,008,058,000元  | 原 國防部臺灣警備總司令部、行政院海岸巡防署                                                               | |  |
| 行政院本部及附屬部會組織跟獨立機關以及其他機構 | 海洋保育署                 | 2018年4月28日            | 814,495,000元     | | |  |
| 行政院本部及附屬部會組織跟獨立機關以及其他機構 | 國家海洋研究院             | 2019年4月24日            | 2,512,283,000元   | 原 國家海洋研究院籌備處                                                                                   | |  |
| 行政院本部及附屬部會組織跟獨立機關以及其他機構 | 大陸委員會                 | 大陸委員會               | 1991年2月7日      | 845,004,000元                                                                                             | 原 行政院設計委員會、總統府光復大陸設計研究委員會、國家統一委員會、行政院大陸委員會、蒙藏委員會部分業務移撥                             |  |
| 行政院本部及附屬部會組織跟獨立機關以及其他機構 |                            |                          |                   | | |  |
| 行政院本部及附屬部會組織跟獨立機關以及其他機構 | 香港辦事處                 | 1997年7月1日             |                   | 駐地名稱「台北經濟文化辦事處」                                                                            | |  |
| 行政院本部及附屬部會組織跟獨立機關以及其他機構 | 澳門辦事處                 | 1999年12月20日           |                   | 駐地名稱「台北經濟文化辦事處」                                                                            | |  |
| 行政院本部及附屬部會組織跟獨立機關以及其他機構 | 中央選舉委員會             | 中央選舉委員會           | 1980年7月16日     | 472,651,000元                                                                                             | （獨立機關）原 選舉總事務所 |  |
| 行政院本部及附屬部會組織跟獨立機關以及其他機構 | 公平交易委員會             | 公平交易委員會           | 1992年1月27日     | 356,326,000元                                                                                             | （獨立機關）原 行政院公平交易委員會 |  |
| 行政院本部及附屬部會組織跟獨立機關以及其他機構 | 國家通訊傳播委員會         | 國家通訊傳播委員會       | 2006年2月22日     | 702,709,000元                                                                                             | （獨立機關）原 交通部電信總局、行政院新聞局                                                                                             |  |
| 行政院本部及附屬部會組織跟獨立機關以及其他機構 | 中央銀行                   | 中央銀行                 | 1928年11月1日     | | （其他機構）原 清代大清銀行、中國銀行                                                                                                   |  |
| 行政院本部及附屬部會組織跟獨立機關以及其他機構 | 國立故宮博物院             | 國立故宮博物院           | 1925年10月10日    | 3,040,981,000元                                                                                           | （其他機構）原 國民政府中央逆產處理委員會、國立北平故宮博物院、國立中央博物院籌備處                                                     |  |

中央三級獨立機關
| 名稱                   | 設立時間      | 年度預算額（新臺幣） （民國114年度） | 備註                  |
| ---------------------- | ------------- | ------------------------------------ | --------------------- |
| 國家運輸安全調查委員會 | 1998年5月25日 | 224,944,000元                        | 原 飛航安全調查委員會 |
| 不當黨產處理委員會     | 2016年8月31日 | 40,588,000元                         |                       |
| 核能安全委員會         | 1955年        | 3,797,448,000元                      | 原 行政院原子能委員會 |

### 已解散之機關
| 名稱                     | 設立時間       | 解散時間      | 備註                                                                             |
| ------------------------ | -------------- | ------------- | -------------------------------------------------------------------------------- |
| 鐵道部                   | 1928年10月23日 | 1938年1月1日  | 原由交通部拆分，再併回交通部                                                     |
| 農礦部、農林部           | 1913年         | 1914年        | 併入農商部，1984年恢復成立二級機關行政院農業委員會，之後再改制為農業部           |
| 糧食部                   | 1947年4月      | 1949年3月     | 先併入經濟部，2004年復設置功能類似的行政院農業委員會農糧署（今農業部農糧署）     |
| 行政院消費者保護委員會   | 1994年1月11日  | 2012年1月1日  | 拆分為行政院消費者保護會與幕僚機關行政院消費者保護處                             |
| 行政院新聞局             | 1947年5月2日   | 2012年5月20日 | 降為行政院本部單位「發言人室」，多數業務由文化部與外交部、國家通訊傳播委員會承接 |
| 行政院青年輔導委員會     | 1966年1月28日  | 2013年1月1日  | 降為教育部青年發展署                                                             |
| 行政院體育委員會         | 1997年7月16日  | 2013年1月1日  | 降為教育部體育署                                                                 |
| 行政院經濟建設委員會     | 1948年6月4日   | 2014年1月22日 | 與行政院研究發展考核委員會整併為國家發展委員會                                   |
| 行政院研究發展考核委員會 | 1969年3月      | 2014年1月22日 | 與行政院經濟建設委員會整併為國家發展委員會                                       |
| 蒙藏委員會               | 1929年2月1日   | 2017年9月15日 | 原清代理藩院、北洋政府蒙藏院；其業務由行政院大陸委員會、文化部、外交部承接       |
| 內政部兒童局             | 1999年11月20日 | 2013年7月22日 | 拆分整併至衛生福利部社會及家庭署及衛生福利部保護服務司                           |
| 行政院海岸巡防署         | 2000年1月28日  | 2018年4月28日 | 降為海洋委員會海巡署                                                             |
| 促進轉型正義委員會       | 2018年5月31日  | 2022年5月30日 | 改設「行政院推動轉型正義會報」                                                   |

## 歷史沿革

### 立國初期

#### 南京臨時政府
依照《中華民國臨時政府組織大綱》設置，中華民國臨時政府採總統制，中華民國臨時大總統為國家元首兼政府首腦。
臨時大總統下設內政、財政、外交、司法、教育、交通、實業、陸軍、海軍等9部，首長稱為總長。

#### 北洋政府
《中華民國臨時約法》由中華民國參議院通過，3月11日公布實施，北洋政府成立新內閣；政府首腦為國務院國務總理，1914年5月1日《中華民國約法》通過後，改為大總統府政事堂國務卿，1916年6月29日申令仍遵行《中華民國臨時約法》，國務卿恢復國務總理舊制。
- 1912年3月12日：國務院下設內務、財政、外交、司法、教育、交通、工商、農林、陸軍、海軍等10部，首長稱為總長。
- 1914年2月12日：國務院下設內務、財政、外交、司法、教育、交通、農商、陸軍、海軍等9部，首長稱為總長。
- 1914年5月1日：總統府政事堂下設內務、財政、外交、司法、教育、交通、農商、陸軍、海軍等9部，首長稱為總長。1916年5月8日改政事堂為國務院。
- 1916年6月29日：國務院下設內務、財政、外交、司法、教育、交通、農商、陸軍、海軍等9部，首長稱為總長。
- 1927年6月20日：國務院下設內務、財政、外交、司法、教育、交通、農工、陸軍、海軍等9部，首長稱為總長。1928年6月3日北洋政府結束，國務院自然解散。

#### 護法政府
1917年8月25日根據孫中山提議在廣州召開「國會非常會議」，決定組織護法軍政府（國家元首兼政府首腦），以維護《中華民國臨時約法》，設中華民國軍政大元帥（1人）、元帥（3人）。1918年5月20日依非常國會通過的《中華民國軍政府組織大綱修正案》改組軍政府，廢除大元帥制，以七總裁取代大元帥（一人為主席總裁）。1921年4月2日非常國會取消軍政府，聲稱組織正式中華民國政府，國家元首為中華民國大總統。1923年3月1日重組政府，國家元首為海陸軍大元帥；1925年7月1日依《國民政府建國大綱》改組國民政府。
- 1917年9月1日：大元帥府下設外交、内政、財政、陸軍、海軍、交通6部，首長稱為總長。
- 1921年5月5日：總統府下設內務、外交、財政、陸軍、海軍、參謀6部，首長稱為總長。
- 1923年3月1日：大本營下設外交、財政、內政、軍政、建設5部，首長稱為部長。

### 訓政時期
1925年7月1日，中國國民黨在廣州成立國民政府，最高決策機關為國民政府委員會，採取合議委員制，設十六人為委員（一人為主席）；另設國民政府軍事委員會，設常務委員（一人為主席）。1927年2月21日國民政府遷往武漢期間，以中國國民黨中央執行委員與國民政府委員臨時聯席會議作為臨時領導機構，設聯席會議主席一人；國民政府暫駐武漢期間不設主席，以常務委員五人決議。同年4月18日，以蔣中正等人為首的國民黨反共派於在南京另立「國民政府」，亦採委員會制（十二人，一人為主席），至8月19日，寧漢兩方改以南京之國民政府為主體。
1928年2月7日，中國國民黨二屆四中全會通過決議改組國民政府，國民政府由中國國民黨中央執行委員會監督，政府委員由中國國民黨中央委員會選舉，國民政府與軍事委員會各設主席一人。1928年10月北伐結束，國民政府公布修正《中華民國國民政府組織法》，國民政府由行政院、立法院、司法院、考試院、監察院組成，設主席一人（兼任陸海空軍總司令），委員十至十二人，並在全國施行「訓政」。1932年1月28日一二八事變後，復設國民政府軍事委員會；1937年盧溝橋事變後的9月，國民政府軍事委員會成為事實上的政治行政權力中心，國民政府主席地位類似虛位元首，直至抗戰結束後縮編軍事委員會。
- 1927年4月18日：國民政府下設財政、外交、民政、司法等4部，以及大學院。
- 1928年2月7日：國民政府下設內政、外交、財政、交通、司法、農礦、工商等7部，以及軍事委員會、最高法院、監察院、大學院。
- 1928年10月：行政院下設內政、外交、軍政、財政、農礦、工商、教育、交通、鐵道、衛生等10部。

### 憲政時期
行憲後，1948年5月20日依《中華民國憲法》規定以國民大會、總統和五院體制正式取代國民政府。

#### 行憲後
- 1947年
  - 3月31日：計畫行政院下設14部3會，內政、外交、國防、財政、工商、教育、交通、司法行政、農林、郵電、勞動、水利、地政、衛生部，以及資源、蒙藏、僑務委員會，以及不管部會的政務委員。院本部設秘書處、訴願審議委員會、會計處、統計室、人事室。
  - 4月22日：計畫行政院下設15部3會1局，內政、外交、國防、財政、經濟、教育、交通、司法行政、農林、郵電、社會、糧食、水利、地政、衛生部，以及資源、蒙藏、僑務委員會與新聞局，以及不管部會的政務委員。院本部增設法規委員會。
  - 12月25日：計畫行政院下設14部3會1局1處，內政、外交、國防、財政、工商、教育、交通、司法行政、農林、社會、糧食、水利、地政、衛生部，以及資源、蒙藏、僑務委員會與新聞局和主計處，以及不管部會的政務委員。
- 1948年5月13日：行政院下設15部3會1局，內政、外交、國防、財政、教育、司法行政、交通、工商、農林、糧食、社會、水利、地政、衛生、主計部，以及資源、蒙藏、僑務委員會與新聞局，以及不管部會的政務委員。院本部會計處改會計室。

### 政府遷台後
- 1949年3月21日：行政院下設8部2會1處，內政、外交、國防、財政、經濟、教育、司法行政、交通部，以及蒙藏、僑務委員會與主計處，以及不管部會的政務委員。
- 1952年11月20日，復設新聞局。
- 1954年11月1日，新設行政院國軍退除役官兵就業輔導委員會（2002年更名「行政院國軍退除役官兵輔導委員會」，2013年摘除前銜）。
- 1955年5月16日，新成立「行政院原子能委員會」。
- 1959年2月，新成立「行政院國家科學委員會」。
- 1963年9月美援會改組成「行政院國際經濟合作發展委員會」（1973年8月改組為「行政院經濟設計委員會」，1977年12月合併行政院財經小組改為「行政院經濟建設委員會」）。
- 1965年11月12日，復設國立故宮博物院。
- 1966年1月28日，新設行政院青年輔導委員會。
- 1967年9月16日，新設行政院人事行政局。
- 1969年3月，行政改革研究會改組成立行政研究發展考核委員會。
- 1971年3月17日，內政部衛生司升格為行政院衛生署。
- 1979年3月16日，農復會改組為行政院農業發展委員會，恢復中央行政層級的農業部門。11月8日，中央銀行由總統府改隸屬行政院。
- 1980年7月1日，司法行政部更名為法務部。
- 1981年11月11日，新設行政院文化建設委員會。
- 1987年
  - 8月1日，恢復設置行政院勞工委員會為中央行政層級的勞工部門。
  - 8月22日，行政院衛生署環境保護局升格為行政院環境保護署。
- 1992年1月27日，新設行政院公平交易委員會。
- 1994年7月1日，新設行政院消費者保護委員會。
- 1995年7月20日，新設行政院公共工程委員會。
- 1996年12月10日，新設行政院原住民委員會（2002年1月1日更名為「行政院原住民族委員會」）。
- 1997年7月16日，教育部體育司與國民體育委員會整併為行政院體育委員會。
- 1998年5月25日，新設航空器飛航安全委員會（2001年5月23日改組為行政院飛航安全委員會）。
- 2000年1月28日，國防部軍管區司令部暨海岸巡防司令部、內政部警政署水上警察局、財政部關稅總局緝私船隊整併成立行政院海岸巡防署。
- 2001年6月14日，新設行政院客家委員會。
- 2004年7月1日，新設行政院金融監督管理委員會。
- 2006年2月22日，新設國家通訊傳播委員會。

#### 組改實施後
- 2010年2月3日：行政院組織再造計畫行政院下設14部11會2總處2所屬機關，內政、外交、國防、財政、經濟及能源、教育、法務、交通及建設、勞動、農業、衛生福利、環境資源、文化、科技部，以及國家發展、金融監督管理、海洋、大陸、僑務、原住民族、客家、國軍退除役官兵輔導委員會以及中央選舉、公平交易、國家通訊傳播委員會（3獨立機關），行政院主計總處、行政院人事行政總處、中央銀行、國立故宮博物院，以及7至9名不管部會的政務委員。院本部增設消費者保護處、性別平等處、發言人室。
- 2012年
  - 1月1日，組織再造開始實施，首先改制者為行政院本部、法務部、國立故宮博物院、中央選舉委員會、中央銀行，跟行政院客家委員會改組為「客家委員會」以及行政院消費者保護委員會改組為「行政院消費者保護會」（業務移置院本部設「消保處」）。
  - 2月6日，行政院主計處改制為「行政院主計總處」、行政院人事行政局改制為「行政院人事行政總處」、以及行政院公平交易委員會改組為「公平交易委員會」。
  - 5月20日，行政院文化建設委員會升格為「文化部」，行政院飛航安全委員會改組為「飛航安全調查委員會」（降級為行政院直轄三級機關），以及行政院新聞局裁撤降為院本部的「發言人室」。
  - 7月1日，行政院金融監督管理委員會改組為「金融監督管理委員會」。
- 2013年
  - 1月1日，行政院青年輔導委員會與行政院體育委員會分別降級為「教育部青年發展署」與「教育部體育署」。
  - 7月23日，行政院衛生署升格為「衛生福利部」。
  - 11月1日，行政院國軍退除役官兵輔導委員會改組為「國軍退除役官兵輔導委員會」。
- 2014年
  - 1月22日，行政院經濟建設委員會整併行政院研究發展考核委員會改組為「國家發展委員會」。
  - 2月17日，行政院勞工委員會升格為「勞動部」。
  - 3月3日，行政院國家科學委員會升格為「科技部」。
  - 3月26日，行政院原住民族委員會改組為「原住民族委員會」。
- 2016年
  - 9月1日，新設三級獨立機關「不當黨產處理委員會」。
- 2017年
  - 9月15日，蒙藏委員會業務併入行政院大陸委員會、文化部、外交部。
- 2018年
  - 4月28日，新設「海洋委員會」，行政院海岸巡防署降級為「海洋委員會海巡署」。
  - 5月31日，新設「促進轉型正義委員會」獨立機關。
  - 7月2日，行政院大陸委員會更名為「大陸委員會」。
- 2019年
  - 8月1日，飛航安全調查委員會改組為「國家運輸安全調查委員會」。
- 2022年
  - 5月31日，促進轉型正義委員會[4]（任務結束，改由內政部、法務部、文化部、衛生福利部、教育部、國家發展委員會等六個部會承接業務）。
  - 7月27日，科技部降級為「國家科學及技術委員會」。
  - 8月27日，新設「數位發展部」。
- 2023年
  - 8月1日，行政院農業委員會升格為「農業部」。
  - 8月22日，行政院環境保護署升格為「環境部」。
  - 9月15日，交通部內部機關改制。
  - 9月20日，內政部內部機關改制。
  - 9月26日，經濟部內部機關改制。
  - 9月27日，行政院原子能委員會降級改制為核能安全委員會（降級為行政院直轄三級機關）。
- 2025年
  - 9月9日，教育部體育署升格為「運動部」。

## 未來發展
在1949年（民國38年）政府遷台後修正的《行政院組織法》中，明文設置的中央行政機關僅有8部2會，但隨著社會的發展，早已不足以應付政府運作的需求，故自1970年代起，行政院以其附屬之委員會、局、署的形式來擴增中央部門；但這些機關的設置法源不但未與中央行政機關的母法——《行政院組織法》相對應，過多的組織機關反而不利於政務的推行，例如行政院屬下具有部會地位的委員會，一度高達21個之多。
有鑑於此，行政院自1990年代起著手規畫進行組織改造計畫。經過20多年的討論與規畫，首先於2004年6月23日公布制定《中央行政機關組織基準法》，確定行政院及各部會組織規模及部會數目上限，並展開《行政院組織法》修正任務；2010年陸續修正《行政院組織法》、《中央行政機關組織基準法》、《中央政府機關組織總員額法》及《行政院功能業務與組織調整暫行條例》（現 行政院功能業務與組織調整條例）（合稱「政府組織再造四法」），中央行政機關的組織調整計畫（法定名稱為行政院功能業務與組織調整）則自2012年1月1日起開始陸續實施，預計最終調整為15部、9會、3獨立機關、4其他機關，總計31個機關。

## 外部連結
- 我的E政府 （页面存档备份，存于） （繁體中文）（英文）